# Huni Kuin
Els Huni Kuin, també coneguts com a cashinahua o kaxinawa són un grup ètnic de l'amazonia que es distribueix entre Perú i Brasil. A Perú habiten les riveras dels rius Curanja i Alt Purús, mentre que a Brasil habiten les riveres dels rius Alt Envira i tributaris, així com en els rius Jordao, Humaita, Yurúa i Breu. Aquesta ètnia s'autodenomina Junikuin i parlen la llengua cashinahua que forma part de la família lingüística pano.

## Noms
Es coneixen com a Cashinahua, també anomenats per la literatura com a Kachinaua, Kaxinaua, Kaxinawa o Kashinawa. Malgrat que aquest poble accepta que els anomenin com a Cashinahua (de kashi= ‘rat penat, i nawa= ‘gent', ‘forà'), ells s'autodenominen Huni kuin (huni= ‘persona'; kuin= ‘veritable') per oposició a huni ‘persona no veritable', tot aquell que no es cashinahua, també és conegut amb el terme nawa. Els Cashinaua estenen el terma huni kuin a tots els grups de la mateixa família lingüística pano de la regió. Tots els Huni kuin són considerat parents, però només els nabu kuin, són els parents veritables. 
L'origen del nom Cashinahua també podria ser un nom donat pels veïns per riure's d'ells degut a les seves pràctiques endocaníbals. Els veïns Pano els anomenen Sainahua (persones que criden).

## Llengua
L'idioma cashinahua (hancha kuin = ‘paraules veritables') forma part de la família lingüística pano, la qual inclou als idiomes chacobo, cashibo, chandinahua, isconahua, matis, marubo, matés, mainahua, mastanahua, sharanahua, yaminahua, etc. de l'orient peruà, l'occident del Brasil i el nort de Bolívia (Per consultar la classificació completa de la família lingüística pano podeu consultar l'estudi d'Erikson, 1994, citat per Kensinger). 

## Situació geogràfica, demogràfica i breu història

### Situació geogràfica
El grup habita els cursos alts dels rius Purús i Yurúa, a ambdós bandes de la frontera entre el Perú i el Brasil, concretament en el districte de Purús del Departament viu a la frontera entre Perú i Brasil. L'àrea geogràfica on s'ubica el grup forma part del pla amazònic, caracteritzada per la seva accidentada orografia coberta de bosc tropical. 
La gran extensió es divideix per una part al Perú els poblats Conta, sobre el Río Alto Perús i Balta sobre el Río Curanja, afluent del primer. 
Gràcies al treball de camp de Terri Valle de Aquino (1977, 1979), els cashinahua van poder realitzar les gestions pertinents davant el govern brasiler per aconseguir la designació de les seves àries indígenes La seva població ascendeix aproximadament a 3.500 habitants, distribuïts en 13 comunitats al Perú i 11 comunitats o àries indígenes al Brasil. 

### Climatologia
La climatologia d'aquesta zona geogràfica de bosc tropical ve marcada per dues estacions ben diferenciades: les estacions de pluja i seca. 
- L'estació de pluja, que va dels mesos d'octubre a abril, és un període marcat per pluges intenses amb una temperatura que oscil·la entre 22º C al matí, amb un 95-100% d'humitat, i es 38º C, amb 65-70% d'humitat, a mitja tarda.
- L'estació seca, que va de maig a setembre, és el període amb una temperatura i humitat lleugerament més baixos però amb períodes de forts vents del sur amb els quals la temperatura nocturna arriba fins als 12º C amb un 100 % d'humitat.

La terra on habiten tendeix a tenir un alt contingut d‘argila, és per això que en període de pluja intensa s'acumula molt fang, fent impracticables els camins habituals. Els rius serpentejants pugen més 6 metres amb les pluges els quals acaben erosionant les riberes i creant nous meandres, que sovint formen llacunes. En canvi, en l'estació seca els rius baixen tan el seu cabal que fins i tot costa navegar amb canoa.

### Història
Al segle xx van ser un dels pobles indígenes que van enfrontar-se amb força als violents assetjaments dels recol·lectors de cautxú, però alhora els era més difícil no escoltar les dissimulades seduccions dels missioners del ILV.
A partir dels anys 40, els Cashinahua abandonen la regió dels fluvials i s'aproximen a Amahuaca per tenir accés a objectes de metall. En aquí treballen de manera ocasional per patrons peruans. Al 1951, la visita de l'antropòleg i cineasta Harald Schultz provoca una epidèmia de xarampió que redueix el grup més del 80%, època coneguda com “la grip de Schultz”. Més tard comença l'època dels intercanvis dels seus objectes tradicionals per tenir accés als objectes manufacturats.
Cap els 70, tot i l'adquisició dels objectes manufacturats, els Cashinahua no havien canviat la seva forma de vida. Però des de llavors fins a l'actualitat hi ha hagut considerables transformacions. El que ha canviat més des de l'època anterior és que s'ha produït un fort èxode dels Cashinahua cap a Brasil.
Actualment existeixen al Perú tretze poblats cashinahua; als marges del Curanja: Balta, Sta Rey, Colombiana, Curajillo, Nueva Luz i Miguel Grau. Al riu Perús: Lidia, Cashuera, Bufeo, Canto Gallo, Piquiniqui, Conta i San Francisco. Ja al 1979, amb l'ajuda de la FUNAI hi havia hagut una forta emigració de la reserva de l'Alto Perús fins al costat brasiler, i ara està composta de sis comunitats aproximadament de quatre-centes persones.

## Sistema econòmic tradicional i actual
Els dos pilars de l'economia Huni Kuin són la caça i l'agricultura. La caça és la que satisfà la major part de les necessitats nutricionals del grup. Els Huni Kuin mengen diàriament aproximadament 1 kilo de carn per persona. La carn és l'aliment de prestigi per excel·lència.

### La caça
Els territoris de caça estan dividits i repartits entre els homes adults de la comunitat. Aquest és un acord comú amb el Cap i es té cura de la cohesió del grup. Aquests territoris són molt grans donat que han de portar tots els animals que els Huni Kuin cacen. Els principals tipus d'animals són pècari de collar i huangana (família del porc senglar), cérvols, mico coto, maquisapa, mico blanc, etc.
El caçador no s'allunya dels camins ben cuidats que caracteritzen els territoris de caça a diferència de la selva profunda. Si el caçador ha de seguir del camí tindrà compte de trencar petites branques per trobar el camí de tornada.

### Treball a les xacres
Les xacres són els horts on hi cultiven, les quals són construïdes pels homes per a les dones. La xacra és personal i pertany a una sola dona. Quan un home té més d'una dona ha de fer tantes xacres com dones té.
El treball de les xacres té lloc entre juliol i setembre, per tant han d'estar acabades a finals d'octubre moment en el qual comencen les grans pluges necessàries pel creixement de les plantes. Quan un home vol fer una xacra ha de caçar molt per poder convidar als altres homes i a canvi demanar que l'ajudin. El desbrossament de la xacra és una activitat grupal; s'avisa al cap de la comunitat i ell ho comunica a les reunions quotidianes.

## Organització social i política
És una organització bastant especial en contrast amb les altres comunitats Pano que els envolta. Els Huni Kuin practiquen una endogàmia local molt forta, al voltant del 95% dels matrimonis es realitzen a l'interior del poblat.
Tal com desenvolupa Pierre Clastres, les comunitats tradicionals per mantenir la cohesió no tenen la necessitat de poder coercitiu. Aquestes relacions no coercitives es troben principalment als matrimonis i són molt més àmplies i defineixen el cos social. Un precari equilibri entre el joc entre el Sí i l'Altre.
“La comunitat té un raonament sobre si mateixa; són les diverses relacions que al realitzar-se defineixen un teixit social, una cohesió dinàmica. La societat tradicional no viu la seva cohesió a la força sinó per les relacions del compartir, de l'intercanvi, etc.” 
La peculiaritat d'aquesta comunitat indígena és la concepció que tenen de l'altre; proposen l'existència dels no Huni Kuin com a alternativa a la seva pròpia existència i com a condició necessària per a la seva pròpia vida. És l'equilibri entre el Sí i l'altre el que equilibra l'existència d'ambdós comunitats.

### Sistema de parentiu
Els sistemes de parentiu i matrimoni dels Huni Kuin estan estructurats pel sistema exògam de moieties o patrimeitats i per la preferència per l'endogàmia local i matrimoni bilateral amb cosins creuats. L'estructura de la terminologia de parentiu emprada és la dels sistemes Karriera.
La societat Huni Kuin es divideix en dos patrimeitats: Inu (jaguar) i Dua (el que brilla). Els homes pertanyen a la meitat a la qual va pertànyer el seu pare, mentre que les dones pertanyen a la meitat que pertanyia la germana del seu pare. Aquestes meitats s'anomenen per als homes inu i dua, mentre que per a les dones es diuen Iñañi i banu. A més, cada individu pertany a una de les quatre seccions que es formen pels que comparteixen el mateix nom o xuta (que es pot traduir per nom veritable). El xuta determina el grup que formen homes i dones de la mateixa patrimeitat i generació més aquells de la mateixa patrimeitat de fins a dos generacions majors i menors.
Aquest sistema es veu subratllat per una alta complexitat de la terminologia de parentiu i formes de respecte, fins al punt que un menor només és considerat com un ens social en potència una vegada que ha après a dirigir-se i referir als seus parents de forma correcta. A causa de l'alt caràcter simbòlic i íntim del xuta, avui dia s'ha normalitzat l'ús de noms cristians/portuguesos en situacions informals. Una pràctica estesa és l'establiment de relacions de comparatge quan els pares d'una criatura suggereixen a una altra persona que dugui a terme l'elecció del nom.

### Rols de gènere
El ritual de Nixpo Pima marca el primer pas de la creació deliberada de diferenciació de gèneres entre nens i nenes. Després d'aquest, els rols es diferenciaran exponencialment quan els i les adolescents se'ls instrueixi en les tècniques de producció associades amb el gènere masculí i femení. Per tant, es pot afirmar que la producció i construcció del concepte de gènere està intrínsecament lligada al procés econòmic, de tal manera que només es considera als adults productors com a éssers gentrificadors
Els processos d'aprenentatge dels i les joves són molt diferents. Mentre que les dones són instruïdes per parents consanguínies a la casa familiar i mantenint un estat mental conscient, els homes són educats pels seus parents afins, els és permès l'ús d'al·lucinògens i són animats a viatjar per la selva i algunes ciutats tant estant conscients com experimentant estats de consciència alternatius.
Les activitats pròpies de les dones són principalment la producció de tèxtils, el cultiu i recol·lecció en els jardins i la cuina dels aliments. Els teixits i els dissenys i patrons que s'empren en ells tenen un alt significat simbòlic, ja que són considerats la forma d'escriptura dels Huni Kuin, i les bones teixidores estan molt ben considerades. Les dones se situen en el centre de la producció i reproducció de la identitat social i cultural Huni Kuin. D'altra banda, els homes s'encarreguen de la caça i de la major part d'interacció amb els esperits i persones alienes a la comunitat.
Es pot afirmar que, igual que en gran part de les comunitats de l'Amazònia, el sistema de gèneres articula la societat Huni Kuin, ja que determina la divisió del treball i del sistema de producció, que és entès com el factor que determina la pròpia cultura i forma de vida.

### Sistema polític
Des d'un punt de vista extern, les comunitats Huni Kuin estan dirigides per un home, conegut com "cap" en portuguès. Des d'un punt de vista émic, és normalment l'home designat com el principal xanen ibu, el líder masculí reconegut per tots els membres de la comunitat. Ell és el responsable de la producció i protecció de la comunitat. La seva esposa és (almenys nominalment) la "dona líder"; s'ocupa de guiar les dones en les seves activitats i d'organitzar els àpats col·lectives.
El líder representa a la comunitat en les relacions amb persones que no pertanyen a la mateixa i organitza les activitats dels membres. Ha de ser, en teoria, el millor caçador, treballador i marit. L'altra gran autoritat, encara que subordinada a l'xanen ibu, és la del líder dels cants o chana xanen ibu. Aquest últim és l'encarregat de dirigir els rituals com, per exemple, el Nixpo Pina.

## Cosmologia, sistema de creences
La vida espiritual dels Cashinahua està basada en un sistema de creences animista, interactuen amb esperits amb els quals conviuen. Les seves creences es basen en dos aspectes del món: la part material o tangible, que experimentem en la nostra vida quotidiana; i una part invisible o intangible, que només hi poden arribar a través del somni o mitjançant l'experiència al·lucinògena de la ayahuasca. El món visible és aquell del domini de les persones i els animals, el món invisible és aquell on predominen els esperits. Basen la seva cosmologia animista en tres categories: éssers humans, els quals tenen un cos físic i almenys cinc esperits; la natura, la qual té un element físic que les persones miren, toquen i mengen, i un element espiritual visible i utilitzat pels mateixos éssers espirituals; l'última categoria és la pròpia dels esperits, que poden adoptar la forma física d'objectes naturals o humans, transformant-se màgicament en éssers físics. Els esperits són part del medi on habiten els Cashinahua, no són bons ni dolents, la relació amb els humans és canviant segons les accions que els cashinahua realitzen.
Els cashinahua tenen almenys 5 esperitis o ànimes:
- bedu yushin, ‘esperit de l'ull'. Esperit que habita l'ull d'una persona, mirant a la persona els seus ulls pot veure la seva ànima. Aquest esperit deixa el cos d'una persona quan es desmaia o quan pren begudes al·lucinògens. És així quan una persona experimenta al·lucinacions són activitats d'aquests esperits. La mort succeix quan l'esperit deixa el cos i viatja el cos, i s'uneix als esperits ancestrals i es converteix en nai yushin, ‘esperit del cel'.
- yuda bake yushin, esperit fill del cos', aquest esperit està encapsulada a dins d'aquest esperit, quan una persona mira una persona veu aquesta càpsula corporal. L'esperit es reflecteix en l'ombra o en la imatge reflectida en l'aigua, si no es vol ferir a la persona no pots trepitja el reflex de l'ànima. Quan la persona mor es torna pàl·lida, això voldrà dir que aquest esperit ha marxat del seu cos i recorre la vida de la persona transformant-se finalment en un ni yushin, esperit del bosc.
- nama yushin, ‘esperit dels somnis', quan la persona dorm surt del cos pel nas o per la boca provocant que la persona experimenti el somni. És de vital importància que aquest esperit mentre és a fora del cos, no desperti a la persona, ja que podria fer-li un mal irreparable. La persona si es desperta desorientada, efecte de la desaparició de l'esperit, ha de tornar a dormir ràpidament per recuperar-lo. A la mort de la persona aquest esperit se'n va del poblat i se'n va a viure als arbres més grans.
- puyi yushin, ‘esperit dels excrements', i isun yushin,'esperit de la orina', són els últims esperits, menors això sí, però que tenen una importància pel que fa als processos fisiològics del cos. La fisiologia pròpia del cos es desfà d'excrements i orina del cos, també ho són totes les secrecions del cos -mucositats, cera, saliva, vomit…-, consideren que el cos perd una part d'aquests esperits. És molt important aquest fet, ja que si els enemics saben on defeques poden utilitzar aquesta part dels teus esperits i utilitzar-los per fer-te mal a través de la bruixeria. A l'hora de la mort, aquests esperits es dilueixen per mitjà de la pluja.

Tenen un gran coneixement del seu medi físic, ja que és necessari per ser bons caçadors i horticultors, es coneixen els hàbitats preferents i usos de la flora. Els herbolaris -huni batadauya- tenen grans coneixements de plantes remeieres que combaten les malalties més freqüents. Coneixen també a la perfecció, el cicle climàtic anual. Consideren la natura com un ens ordenat i predictible, però també saben que la natura es pot descontrolar, ser desordenada i caòtica, com per exemple quan hi ha una fenomen meteorològic fora de l'estació que li pertocaria o bé un eclipsi. Aquests esdeveniments excepcionals són explicats a través dels mites, s'explica que són casualitats que donen els esperits com a resposta a una mala conducta dels humans. 

### Herbolari i xaman: sistemes mèdics de la comunitat
La seva concepció de malaltia va estretament relacionada amb les seves creences animistes. Conceptualitzen dos tipus de malaltia, la majoria són malalties naturals que van lligades directament amb la pròpia natura del éssers humans -naixement, envelliment i la mort-. Aquest primer tipus de malalties són intervingudes normalment pels herbolaris. L'altre tipus de malalties, s'utilitzen quan els herbolaris ja no són capaços d'actuar-hi, estem davant de malalties produïdes per desordres amb els esperits. Uns esperits que han estat ofesos o perquè actuen per acció d'un sortilegi màgic d'un bruixot. En aquests casos és necessària la intervenció màgico-terapèutica d'un xaman, el qual entra en trànsit i descobreix la causa de la malaltia.
El xaman utilitza tractaments d'herbes, de succió de la part adolorida o bé invoca als esperits familiars perquè extreguin l'esperit agressor. A vegades, les intervencions fan que el pacient es recuperi. Si no es així, igualment no es qüestionen els coneixements dels herbolaris i xamans, ja que la mort també és un fet natural ara i sempre. Com hem pogut observar, el grup distingeix dos tipus de medicines, dau bata, ‘medicina dolça', i dau muka ‘medicina amarga. La medicina dolça, utilitzada pels herbolaris, utilitza remeis tradicionals de plantes i herbes per tal de tractar dolors, febre, insomnis o inflamacions del pacient. Qualsevol home o dona del grup pot esdevenir herbolari si es demostren unes aptituds i capacitats, avalat el càrrec per la comunitat. L'herbolari ensenya a l'aprenent els coneixement botànics bàsics de les plantes del bosc, aprèn els noms, l'aspecte i el lloc on pot trobar cada planta per a generar els remeis; posteriorment aprèn a diagnosticar la malaltia, i finalment la posa en pràctica amb la supervisió del seu mentor.
La medicina amarga és impartida pel xaman (amb funcions de bruixot i profeta) el qual és una persona que es consultada per tota la comunitat. Ells actuen en el moment que els herbolaris els supera el diagnostic, ja que actuen forces superiors, esperits amb els quals només el xaman pot intervenir per diagnosticar i resoldre la malaltia o desordre entre la persona i els mateixos esperits, per tant unes causes sobrenaturals de la malaltia del pacient. El diagnòstic es realitza establint una causa al problema, després es recomana un tractament, o bé si troba un objecte al cos que podria ser el causant de la malaltia. El pacient es tracta normalment amb herbes remeieres o bé el xaman succionant la part adolorida. El xaman, amb qualitat de bruixot, pot ajudar a un membre de la comunitat a fer bruixeria per atacar un enemic personal, normalment d'una comunitat poblat pròxim. En qualitat de profeta, pot connectar amb esperits ancestrals de la comunitat i predir que passarà a la comunitat o a la comunitat veïna. A l'igual que els herbolaris, els xamans poden ser qualsevol persona del poblat. A través de la producció del màxim nombre de somnis i de connexió amb els esperits pot esdevenir xaman, genera un distanciament de la comunitat, no té desig sexual, perd la gana i fracassa en la caça. Quan tot aquest procés es realitza, la persona vaga pel poblat fins a arribar al bosc on allí cau poseït i inconscient al terra, en estat de trànsit, per causa dels esperits del bosc que li transmeten els poders. Una vegada ha recobrat la consciència, demana a l'herbolari medicina espiritual per netejar i purificar la seva ànima per evitar la possessió del seu cos. El nivell d'èxit dels xamans ve determinant pel coneixement i experiència en la interacció amb els esperitis. Ara bé, la comunitat troba molt bé la presència dels xamans en moments de crisi o conflicte entre algun dels seus membres, tot i així creuen que molt temps no pot passar entre ells un xaman, ja que està envoltat d'esperits i existeix una major probabilitat de patir algun atac hostil d'algun esperit cap a la comunitat, ja que si mort algú de la comunitat els parents poden arribar a matar el xaman o algun dels seus parents pròxims.
El contacte amb occident ha afectat a la percepció de la comunitat sobre els dos tipus de medicina. Occident va portar noves malalties que els herbolaris han estat els únics de solucionar, ja que han incorporat al seu repertori de remeis moltes de les medicines i pràctiques dels metges occidentals. En canvi, perceben negativament la medicina amarga practicada pels xamans la qual no ha pogut combatre les malalties occidentals noves. Tot i així, es reafirmen en la necessitat de salvaguardar els dos tipus de medicina, ja que com a sistemes mèdics propis poden combatre tot el gran i ampli ventall d'afectacions o conflictes que té la comunitat. A més, els xamans són els únics que poden resoldre malalties produïdes pels mateixos esperits. 

## Relacions interètniques

### Relació amb elsBlancs
Com a definició de “Blancs” entenen primer els espanyols i portuguesos, i més tard també els peruans i brasilers. Des del 1993 ja feia 45 anys que havien començat una migració des de l'interior de la selva amazònica fins a apropar-se a els Blancs. Aquest apropament voluntari als blancs no va resultar ser el que esperaven. La dependència d'aquests cada vegada va ser major i no aconseguien els mitjans necessaris per autoavastir-se.
Actualment els Blancs són els que decideixen connectar amb carreteres els territoris indígenes. Els militars, els mercaders i els missioners són els representants de l'home blanc. Tenen molt clar què volen els blancs de la selva. Els blancs, per els Huni Kuin, són descendents dels Inkas i com els seus avantpassats volen fer dels indígenes els seus esclaus.

### Concepció del Si i de l'Altre
Els Huni Kuin tenen una percepció de l'altre, tant sigui els altres de la Selva, els esperits o els colons, com a parts necessàries per a la seva pròpia existència. L'Altre no és Altre per naturalesa, sinó per la relació que té amb el Sí. 

## Situació actual respecte a l'Estat Nacional i les instàncies internacionals
La situació actual dels Cashinahua es fonamenta en l'estret contacte amb la civilització occidental i els Estats on els seus territoris fan frontera (Kensinger,1998:102). Ja hem comentat que les pràctiques mèdiques dels xamans i herbolaris s'han vist superades per la medicina occidental per tal de curar als pacients de les noves malalties portades pels mateixos occidentals.
Amb relació a això, el grup té un desig d'accés als productors manufacturats occidentals alhora que s'han vist esclavitzats pel sistema quan els han obligat a treballar per un patró, obligant-los així a deixar de banda les seves pràctiques econòmiques de subsistència de grup. D'altra banda, han experimentat grans canvis demogràfics, l'aparició de les missions evangelitzadores amb una potent educació bilingüe i alfabetització del grup. Els Estats Nacionals i les organitzacions no governamentals han influït i influeixen en el dia a dia, com per exemple la demanda dels territoris històrics de grup o l'intercanvio mercantil entre occident i la seva pròpia comunitat.
El lloc de la FUNAI (Fundació Nacional de l'Indi) va ser instal·lat en Fronteira, que va obtenir una pista d'aterratge, avui en desús, a més d'una escola, una farmàcia, una ràdio lligada a la intendència de la Funai a Rio Branco. La reubicació en Fronteira és un procés que fins avui no va ser totalment conclòs. Les famílies semblen apreciar la seva independència les unes de les altres més que en els llogarets de Moema i Cana Recreio. Les cases queden una mica més distants unes de les altres, hi ha uns deu caps de bestiar pasturant entre les cases, i les famílies mantenen una economia relativament independent. Hi ha, per exemple, intercanvis individuals amb els comerciants ambulants que naveguen el riu i venen mercaderies a canvi de cautxú, cuir de bestiar i gallines.
La societat Cashinahua actualment es veu sotmesa a diferents pressions extremes. Es plantegen el problema de la seva supervivència i de la seva transformació com a poble oprimit.